# Nadodrzański Oddział Straży Granicznej
Nadodrzański Oddział Straży Granicznej – jeden z oddziałów Straży Granicznej z siedzibą w Krośnie Odrzańskim, ochraniający granicę państwową z Republiką Federalną Niemiec i Republiką Czeską.

## Formowanie i zmiany organizacyjne

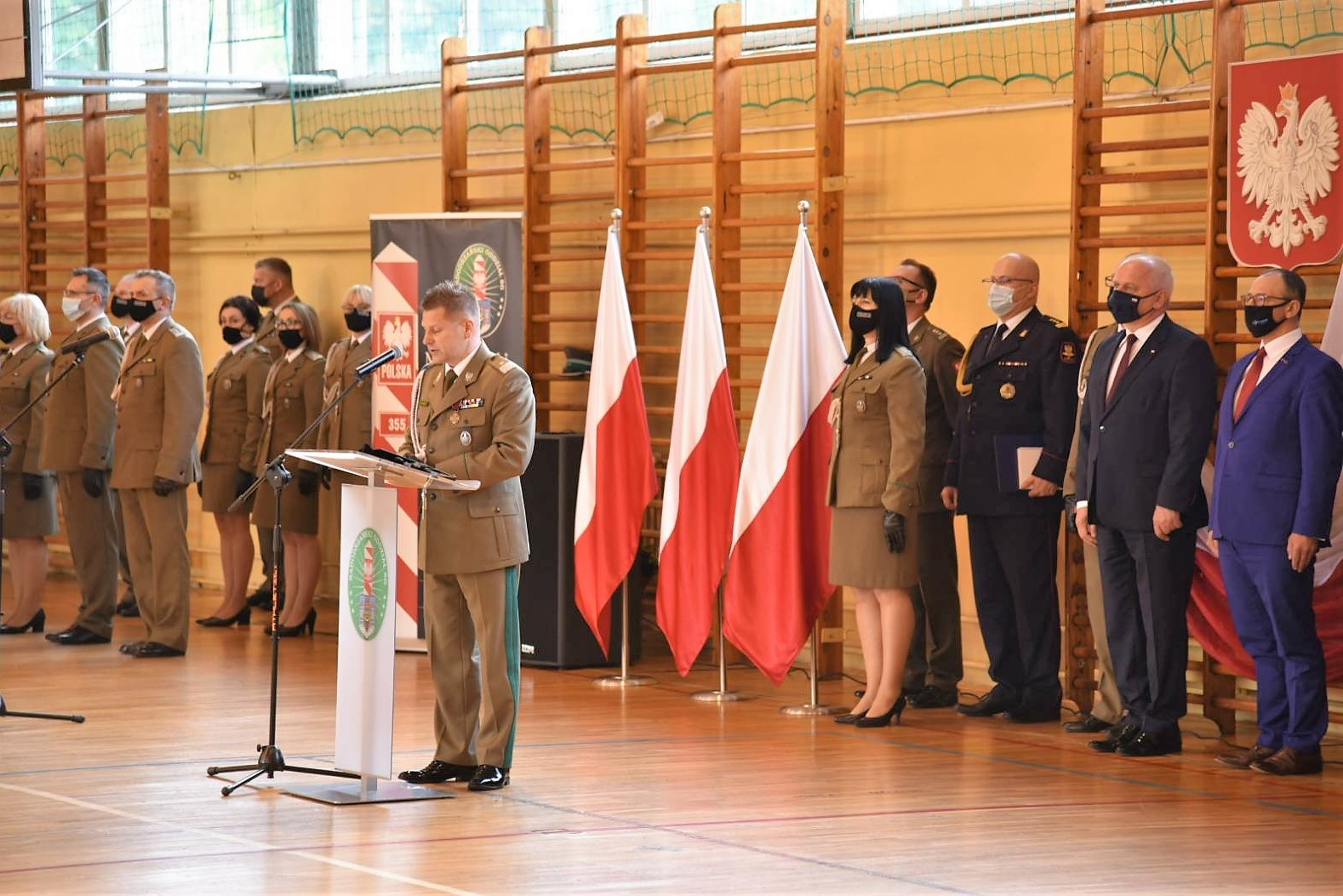
Święto Straży Granicznej w Nadodrzańskim Oddziale Straży Granicznej (maj 2021)

Nadodrzański Oddział Straży Granicznej z siedzibą w Krośnie Odrzańskim został powołany rozporządzeniem z 29 kwietnia 2009 w miejsce Lubuskiego Oddziału Straży Granicznej i został utworzony z dniem 1 czerwca 2009. Zmiana nazwy Lubuskiego Oddziału Straży Granicznej była początkiem reformy na całej granicy zachodniej. Zgodnie z zatwierdzonymi przez Ministra Spraw Wewnętrznych i Administracji „Założeniami wieloletniej koncepcji funkcjonowania Straży Granicznej (2009-2015)” od 1 stycznia 2010  Nadodrzański Oddział Straży Granicznej w swe struktury przejął placówkę Straży Granicznej w Zgorzelcu od rozformowanego Łużyckiego Oddziału Straży Granicznej i placówki Straży Granicznej w Szczecinie, Szczecinie Porcie i Szczecinie-Goleniowie od rozformowanego Pomorskiego Oddziału Straży Granicznej. W związku z kolejną reorganizacją Straży Granicznej 16 października 2013 zostały zniesione trzy placówki: PSG w Szczecinie, PSG Szczecinie-Goleniowie oraz PSG w Szczecinie-Porcie i została utworzona PSG w Szczecinie, która 1 listopada 2013 została przekazana Morskiemu Oddziałowi Straży Granicznej. 15 listopada 2013 w skład NoOSG zostały włączone placówki z rozformowanego tego samego dnia Sudeckiego Oddziału Straży Granicznej.
Zarządzeniem nr 64 Komendanta Głównego Straży Granicznej z 2 listopada 2010 określono i wprowadzono symbol Nadodrzańskiego Oddziału Straży Granicznej.

### Siedziba
Siedziba komendy Oddziału mieści się w zabytkowych koszarach w Krośnie Odrzańskim. Zostały one wybudowane na terenie majątku „Kamień” w latach 1909–1910. Całkowite zakończenie budowy i oddanie do użytku nastąpiło 30 września 1911. Był to pierwszy kompleks koszarowy w Krośnie Odrzańskim, nazwany przez mieszkańców Alvenslebenkaserne.

## Zadania oddziału
Do zadań NoOSG należy przede wszystkim ochrona szlaków komunikacyjnych o znaczeniu międzynarodowym przed przestępczością transgraniczną. Poza tym funkcjonariusze oddziału zajmują się zwalczaniem zorganizowanej przestępczości, handlu ludźmi, ich przemytu do krajów zachodniej Europy i niedopuszczeniem do nielegalnego transgranicznego przemieszczenia narkotyków, odpadów, substancji promieniotwórczych, broni, amunicji, papierosów oraz innych towarów akcyzowych. Ponadto do zadań SG należy wykrywanie przestępstw i wykroczeń granicznych oraz ściganie ich sprawców.

## Zasięg terytorialny
Od 15 listopada 2013 swoim działaniem obejmuje województwo lubuskie, wielkopolskie oraz dolnośląskie. Łącznie to ponad 715 km granicy państwowej.
Z dniem 1 października 2009 oddział swoim działaniem obejmował wchodzące w skład województwa dolnośląskiego powiaty: bolesławiecki i zgorzelecki, województwo lubuskie, województwo wielkopolskie oraz wchodzące w skład województwa zachodniopomorskiego powiaty: choszczeński, drawski, goleniowski, gryfiński, łobeski, myśliborski, policki, pyrzycki, stargardzki, szczecinecki, świdwiński, wałecki, miasto na prawach powiatu Szczecin oraz obszar morskich wód wewnętrznych na rzece Odrze na północ od granicy morskiego portu handlowego Szczecin do linii prostej łączącej brzegi Zalewu Szczecińskiego, przechodzącej przez boję „TN-C” północnego toru podejściowego do portu Trzebież i stawą „N” na wyspie Chełminek.
Z dniem 1 czerwca 2009 oddział swoim zasięgiem obejmował województwo lubuskie i województwo wielkopolskie.

## Struktura organizacyjna
Funkcjonowanie Nadodrzańskiego Oddziału Straży Granicznej regulujowało Zarządzenie nr 55 Komendanta Głównego Straży Granicznej z 14 sierpnia 2009 w sprawie
nadania regulaminu organizacyjnego Komendzie Nadodrzańskiego Oddziału Straży Granicznej w Krośnie Odrzańskim (Dz. Urz. KGSG Nr 9, poz. 60) z późniejszymi zmianami.
Komendą oddziału kierował Komendant Oddziału przy pomocy zastępców Komendanta Oddziału oraz kierowników komórek organizacyjnych komendy oddziału.
W skład komendy oddziału wchodziły komórki organizacyjne, o których mowa poniżej oraz Zespół Stanowisk Samodzielnych, Zespół Audytu Wewnętrznego i Zespół do spraw bezpieczeństwa i higieny pracy i ochrony przeciwpożarowej.
Zespół Stanowisk Samodzielnych, w skład, którego wchodziły: rzecznik prasowy, kapelan, radcy prawni, Zespół Audytu Wewnętrznego oraz Zespół do spraw bezpieczeństwa i higieny pracy i ochrony przeciwpożarowej, są bezpośrednio nadzorowane przez Komendanta Oddziału.
- Komórkami organizacyjnymi komendy oddziału były[g]:
  - Wydział Prezydialny
  - Wydział Graniczny
  - Wydział Operacyjno-Śledczy
  - Wydział do Spraw Cudzoziemców
  - Wydział Koordynacji Działań
  - Wydział Łączności i Informatyki
  - Wydział Kadr i Szkolenia
  - Wydział Finansów
  - Wydział Techniki i Zaopatrzenia
  - Wydział Zabezpieczenia Działań
  - Wydział Ochrony Informacji Niejawnych
  - Samodzielna Sekcja Nadzoru i Kontroli
  - Samodzielna Sekcja Analizy Ryzyka
  - Publiczny Zakład Opieki Zdrowotnej Lubuskiego Oddziału Straży Granicznej z siedzibą w Krośnie Odrzańskim
  - Polsko-Niemieckie Centrum Współpracy w Świecku
  - Strzeżony Ośrodek dla Cudzoziemców w Krośnie Odrzańskim.

Od 1 stycznia 2010 NoOSG realizował w oparciu o 10 placówek Straży Granicznej:
- Placówka Straży Granicznej w Olszynie
- Placówka Straży Granicznej w Zielonej Górze-Babimoście (granica zewnętrzna – lotnisko)
- Placówka Straży Granicznej w Świecku
- Placówka Straży Granicznej w Kostrzynie nad Odrą
- Placówka Straży Granicznej w Poznaniu-Ławicy (granica zewnętrzna – lotnisko)
- Placówka Straży Granicznej w Kaliszu
- Placówka Straży Granicznej w Zgorzelcu[h]
- Placówka Straży Granicznej w Szczecinie[i]
- Placówka Straży Granicznej w Szczecinie-Porcie[j]
- Placówka Straży Granicznej w Szczecinie-Goleniowie (granica zewnętrzna – lotnisko)[j].

Od 1 maja 2014 funkcjonowanie Nadodrzańskiego Oddziału Straży Granicznej reguluje Zarządzenie nr 52 Komendanta Głównego Straży Granicznej z 17 kwietnia 2014 w sprawie nadania regulaminu organizacyjnego Komendzie Nadodrzańskiego Oddziału Straży Granicznej z siedzibą w Krośnie Odrzańskim (Dz. Urz. 2014.72).

### Komendą Oddziału kieruje Komendant Oddziału przy pomocy[k]
- zastępców Komendanta Oddziału
- głównego księgowego
- kierowników komórek organizacyjnych komendy oddziału.

W skład komendy oddziału wchodzą komórki organizacyjne, o których mowa poniżej oraz Zespół Stanowisk Samodzielnych.
Zespół Stanowisk Samodzielnych, w skład którego wchodzą radca prawny i kapelan, jest bezpośrednio nadzorowany przez Komendanta Oddziału.

### Komórkami organizacyjnymi komendy oddziału są[k]
- Wydział Graniczny:
  - Punkt Kontaktowy z siedzibą w Kudowie-Zdroju
  - Polsko-Niemieckie Centrum Współpracy Służb Granicznych, Policyjnych i Celnych w Świecku
- Wydział Operacyjno-Śledczy
- Wydział do Spraw Cudzoziemców
- Wydział Koordynacji Działań
- Wydział Łączności i Informatyki
- Wydział Kadr i Szkolenia
- Pion Głównego Księgowego
- Wydział Techniki i Zaopatrzenia
- Wydział Ochrony Informacji
- Wydział Kontroli i Audytu Wewnętrznego
- Służba Zdrowia Nadodrzańskiego Oddziału Straży Granicznej z siedzibą w Krośnie Odrzańskim
- Strzeżony Ośrodek dla Cudzoziemców w Krośnie Odrzańskim
- Wydział Zabezpieczenia Działań
- Wydział Analiz, Informacji i Współpracy Międzynarodowej.

## Placówki NoOSG
W terytorialnym zasięgu działania oddziału, terenowymi organami Straży Granicznej są komendant oddziału i komendanci placówek.
- Placówka Straży Granicznej w Zielonej Górze-Babimoście:
  - (przejście lotnicze) Zielona Góra-Babimost
  - (przejście lotnicze) Przylep k/Zielonej Góry
- Placówka Straży Granicznej w Świecku
- Placówka Straży Granicznej w Gorzowie Wielkopolskim
- Placówka Straży Granicznej w Poznaniu-Ławicy:
  - (przejście lotnicze) Poznań-Ławica
- Placówka Straży Granicznej w Kaliszu
- Placówka Straży Granicznej w Zgorzelcu
- Placówka Straży Granicznej w Tuplicach
- Placówka Straży Granicznej we Wrocławiu-Strachowicach[m]:
  - (przejście lotnicze) Wrocław-Strachowice
- Placówka Straży Granicznej w Kłodzku[m]
- Placówka Straży Granicznej w Jeleniej Górze[m]
- Placówka Straży Granicznej w Legnicy[m].

## Komendanci Nadodrzańskiego OSG
- płk SG Jarosław Frączyk (1.06.2009–11.04.2011)[n]
- płk SG Michał Kogut (12.04.2011–22.02.2013)
- płk SG/gen. bryg. SG Andrzej Kamiński[o] (23.02.2013[p]–1.09.2016)
- ppłk SG/płk SG Jacek Szcząchor (1.09.2016–22.08.2017)[q]
- gen. bryg. SG Wojciech Skowronek (23.08.2017–17.12.2019)[5]
- płk SG/gen. bryg. SG Tomasz Michalski[r][6] (17.12.2019[s][5]–18.04.2024)
- płk SG/gen. bryg. SG Monika Musielak[7] (19.04.2024[8] – obecnie[1]).